# Collegio di Stockport
Stockport è un collegio elettorale situato nella Grande Manchester, nel Nord Ovest dell'Inghilterra, e rappresentato alla Camera dei comuni del Parlamento del Regno Unito. Elegge un membro del parlamento con il sistema first-past-the-post, ossia maggioritario a turno unico; l'attuale parlamentare è Navendu Mishra, eletto con il Partito Laburista nel 2019.

## Estensione

Stockport dal 2010 al 2024

- 1983-1997: i ward del borgo metropolitano di Stockport di Cale Green, Davenport, Edgeley, Heaton Mersey, Heaton Moor e Manor.
- 1997-2010: i ward del borgo metropolitano di Stockport di Brinnington, Cale Green, Davenport, Edgeley, Heaton Mersey, Heaton Moor e Manor.
- 2010-2024: i ward del borgo metropolitano di Stockport di Brinnington and Central, Davenport and Cale Green, Edgeley and Cheadle Heath, Heatons North, Heatons South e Manor.
- dal 2024: i ward del borgo metropolitano di Stockport di Brinnington and Stockport Central, Davenport and Cale Green, Edgeley, Heatons North, Heatons South, Reddish North, Reddish South e parte di Cheadle East and Cheadle Hulme North.

## Membri del parlamento
| Elezione | Primo deputato        | Primo deputato        | Primo partito            | Secondo deputato             | Secondo deputato   | Secondo partito      |
| -------- | --------------------- | --------------------- | ------------------------ | ---------------------------- | ------------------ | -------------------- |
| 1832     |                       | Thomas Marsland       | Tory                     |                              | John Horatio Lloyd | Liberale             |
| 1835     | Henry Marsland        | Thomas Marsland       | Tory                     |                              |                    | Liberale             |
| 1841     | Henry Marsland        |                       | Richard Cobden           | Radicali                     |                    | Liberale             |
| 1847     |                       | James Heald           | Richard Cobden           | Radicali                     | Conservatore       |                      |
| 1847 (S) |                       | James Heald           | James Kershaw            | Liberale                     | Conservatore       |                      |
| 1852     |                       | John Benjamin Smith   | James Kershaw            | Liberale                     | Liberale           |                      |
| 1864 (S) | Edward William Watkin | John Benjamin Smith   |                          | Liberale                     | Liberale           |                      |
| 1868     |                       | John Benjamin Smith   | William Tipping          | Conservatore                 | Liberale           |                      |
| 1874     |                       | Charles Henry Hopwood | Liberale                 | Frederick Pennington         | Liberale           |                      |
| 1885     |                       | Louis John Jennings   | Conservatore             |                              | William Tipping    | Conservatore         |
| 1886     | Sydney Gedge          | Louis John Jennings   | Conservatore             |                              |                    | Conservatore         |
| 1892     |                       | Louis John Jennings   | Conservatore             | Joseph Leigh                 | Liberale           |                      |
| 1893 (S) | George Whiteley       |                       | Conservatore             | Joseph Leigh                 | Liberale           |                      |
| 1895     | George Whiteley       |                       | Conservatore             | Beresford Valentine Melville | Conservatore       |                      |
| 1900     | George Whiteley       |                       | Liberale                 | Beresford Valentine Melville | Conservatore       |                      |
| 1900     | Joseph Leigh          |                       | Liberale                 | Beresford Valentine Melville | Conservatore       |                      |
| 1906     | James Duckworth       |                       | Liberale                 | George Wardle                | Laburista          |                      |
| Gen 1910 | Spencer Leigh Hughes  |                       | Liberale                 | George Wardle                | Laburista          |                      |
| 1918     | Spencer Leigh Hughes  |                       | Coalizione Liberale      | George Wardle                |                    | Coalizione Laburista |
| 1920 (S) |                       | William Greenwood     | Coalizione Conservatrice |                              | Henry Fildes       | Coalizione Liberale  |
| 1922     |                       | William Greenwood     | Conservatore             |                              | Henry Fildes       | Nazionale Liberale   |
| 1923     |                       | William Greenwood     | Conservatore             | Charles Royle                | Liberale           |                      |
| 1924     |                       | William Greenwood     | Conservatore             | Samuel Hammersley            | Conservatore       |                      |
| 1925 (S) |                       | Arnold Townend        | Laburista                | Samuel Hammersley            | Conservatore       |                      |
| 1931     |                       | Alan Dower            | Conservatore             | Samuel Hammersley            | Conservatore       |                      |
| 1935     | Arnold Gridley        | Norman Hulbert        | Conservatore             |                              | Conservatore       |                      |
| 1950     | Collegio abolito      | Collegio abolito      | Collegio abolito         | Collegio abolito             | Collegio abolito   | Collegio abolito     |

| Elezione | Elezione | Deputato       | Partito      |
| -------- | -------- | -------------- | ------------ |
|          | 1983     | Anthony Favell | Conservatore |
|          | 1992     | Ann Coffey     | Laburista    |
|          | 2019     | Ann Coffey     | Change UK    |
|          | 2019     | Nav Mishra     | Laburista    |

## Elezioni

### Elezioni negli anni 2020
| Partito                    | Partito                                | Candidato                  | Risultati 4 luglio 2024 | Risultati 4 luglio 2024 |
| Partito                    | Partito                                | Candidato                  | Voti                    | %                       |
| -------------------------- | -------------------------------------- | -------------------------- | ----------------------- | ----------------------- |
|                            | Laburista                              | Nav Mishra                 | 21 787                  | 49,88                   |
|                            | Reform UK                              | Lynn Schofield             | 6 517                   | 14,92                   |
|                            | Conservatore                           | Oliver Johnstone           | 4 967                   | 11,37                   |
|                            | Verdi                                  | Helena Mellish             | 4 865                   | 11,14                   |
|                            | Lib Dem                                | Wendy Meikle               | 3 724                   | 8,53                    |
|                            | Workers                                | Ayesha Khan                | 1 630                   | 3,73                    |
|                            | Stockport Fights Austerity No To Cuts  | Ashley Walker              | 193                     | 0,44                    |
|                            |                                        |                            |                         |                         |
| Iscritti                   | Iscritti                               | Iscritti                   | 76 632                  | 100,00                  |
| ↳ Votanti (% su iscritti)  | ↳ Votanti (% su iscritti)              | ↳ Votanti (% su iscritti)  | 43 868                  | 57,25                   |
| ↳ Astenuti (% su iscritti) | ↳ Astenuti (% su iscritti)             | ↳ Astenuti (% su iscritti) | 32 764                  | 42,75                   |
|                            |                                        |                            |                         |                         |
|                            | Esito: collegio confermato a Laburista |                            |                         |                         |

### Elezioni negli anni 2010
| Partito                    | Partito                                | Candidato                  | Risultati 12 dicembre 2019 | Risultati 12 dicembre 2019 |
| Partito                    | Partito                                | Candidato                  | Voti                       | %                          |
| -------------------------- | -------------------------------------- | -------------------------- | -------------------------- | -------------------------- |
|                            | Laburista                              | Nav Mishra                 | 21 695                     | 52,01                      |
|                            | Conservatore                           | Isy Imarni                 | 11 656                     | 27,94                      |
|                            | Lib Dem                                | Wendy Meikle               | 5 043                      | 12,09                      |
|                            | Brexit                                 | Lee Montague-Trenchard     | 1 918                      | 4,60                       |
|                            | Verdi                                  | Helena Mellish             | 1 403                      | 3,36                       |
|                            |                                        |                            |                            |                            |
| Iscritti                   | Iscritti                               | Iscritti                   | 65 457                     | 100,00                     |
| ↳ Votanti (% su iscritti)  | ↳ Votanti (% su iscritti)              | ↳ Votanti (% su iscritti)  | 41 715                     | 63,73                      |
| ↳ Astenuti (% su iscritti) | ↳ Astenuti (% su iscritti)             | ↳ Astenuti (% su iscritti) | 23 742                     | 36,27                      |
|                            |                                        |                            |                            |                            |
|                            | Esito: collegio confermato a Laburista |                            |                            |                            |

| Partito                    | Partito                                | Candidato                  | Risultati 8 giugno 2017 | Risultati 8 giugno 2017 |
| Partito                    | Partito                                | Candidato                  | Voti                    | %                       |
| -------------------------- | -------------------------------------- | -------------------------- | ----------------------- | ----------------------- |
|                            | Laburista                              | Ann Coffey                 | 26 282                  | 63,26                   |
|                            | Conservatore                           | Daniel Hamilton            | 11 805                  | 28,42                   |
|                            | Lib Dem                                | Daniel Hawthorne           | 1 778                   | 4,28                    |
|                            | UKIP                                   | John Kelly                 | 1 088                   | 2,62                    |
|                            | Verdi                                  | Gary Lawson                | 591                     | 1,42                    |
|                            |                                        |                            |                         |                         |
| Iscritti                   | Iscritti                               | Iscritti                   | 64 210                  | 100,00                  |
| ↳ Votanti (% su iscritti)  | ↳ Votanti (% su iscritti)              | ↳ Votanti (% su iscritti)  | 41 544                  | 64,70                   |
| ↳ Astenuti (% su iscritti) | ↳ Astenuti (% su iscritti)             | ↳ Astenuti (% su iscritti) | 22 666                  | 35,30                   |
|                            |                                        |                            |                         |                         |
|                            | Esito: collegio confermato a Laburista |                            |                         |                         |

| Partito                    | Partito                                | Candidato                  | Risultati 7 maggio 2015 | Risultati 7 maggio 2015 |
| Partito                    | Partito                                | Candidato                  | Voti                    | %                       |
| -------------------------- | -------------------------------------- | -------------------------- | ----------------------- | ----------------------- |
|                            | Laburista                              | Ann Coffey                 | 19 771                  | 49,87                   |
|                            | Conservatore                           | Daniel Hamilton            | 9 710                   | 24,49                   |
|                            | UKIP                                   | Steven Woolfe              | 5 206                   | 13,13                   |
|                            | Lib Dem                                | Daniel Hawthorne           | 3 034                   | 7,65                    |
|                            | Verdi                                  | Gary Lawson                | 1 753                   | 4,42                    |
|                            | Unità della Sinistra                   | John Pearson               | 175                     | 0,44                    |
|                            |                                        |                            |                         |                         |
| Iscritti                   | Iscritti                               | Iscritti                   | 63 950                  | 100,00                  |
| ↳ Votanti (% su iscritti)  | ↳ Votanti (% su iscritti)              | ↳ Votanti (% su iscritti)  | 3 964 962               | 6200,10                 |
| ↳ Astenuti (% su iscritti) | ↳ Astenuti (% su iscritti)             | ↳ Astenuti (% su iscritti) | -3 901 012              | -6100,10                |
|                            |                                        |                            |                         |                         |
|                            | Esito: collegio confermato a Laburista |                            |                         |                         |

| Partito                    | Partito                                | Candidato                  | Risultati 6 maggio 2010 | Risultati 6 maggio 2010 |
| Partito                    | Partito                                | Candidato                  | Voti                    | %                       |
| -------------------------- | -------------------------------------- | -------------------------- | ----------------------- | ----------------------- |
|                            | Laburista                              | Ann Coffey                 | 16 697                  | 42,67                   |
|                            | Conservatore                           | Stephen Holland            | 9 913                   | 25,33                   |
|                            | Lib Dem                                | Stuart Bodsworthy          | 9 778                   | 24,99                   |
|                            | BNP                                    | Duncan Warner              | 1 201                   | 3,07                    |
|                            | UKIP                                   | Michael N. Kelly           | 862                     | 2,20                    |
|                            | Verdi                                  | Peter Barber               | 677                     | 1,73                    |
|                            |                                        |                            |                         |                         |
| Iscritti                   | Iscritti                               | Iscritti                   | 63 519                  | 100,00                  |
| ↳ Votanti (% su iscritti)  | ↳ Votanti (% su iscritti)              | ↳ Votanti (% su iscritti)  | 39 128                  | 61,60                   |
| ↳ Astenuti (% su iscritti) | ↳ Astenuti (% su iscritti)             | ↳ Astenuti (% su iscritti) | 24 391                  | 38,40                   |
|                            |                                        |                            |                         |                         |
|                            | Esito: collegio confermato a Laburista |                            |                         |                         |

### Elezioni negli anni 2000
| Partito                    | Partito                                | Candidato                  | Risultati 5 maggio 2005 | Risultati 5 maggio 2005 |
| Partito                    | Partito                                | Candidato                  | Voti                    | %                       |
| -------------------------- | -------------------------------------- | -------------------------- | ----------------------- | ----------------------- |
|                            | Laburista                              | Ann Coffey                 | 18 059                  | 50,50                   |
|                            | Lib Dem                                | Elizabeth Berridge         | 8 906                   | 24,90                   |
|                            | Conservatore                           | Lyn-Su Floodgate           | 7 832                   | 21,90                   |
|                            | UKIP                                   | Richard Simpson            | 964                     | 2,70                    |
|                            |                                        |                            |                         |                         |
| Iscritti                   | Iscritti                               | Iscritti                   | 65 634                  | 100,00                  |
| ↳ Votanti (% su iscritti)  | ↳ Votanti (% su iscritti)              | ↳ Votanti (% su iscritti)  | 35 771                  | 54,50                   |
| ↳ Astenuti (% su iscritti) | ↳ Astenuti (% su iscritti)             | ↳ Astenuti (% su iscritti) | 29 863                  | 45,50                   |
|                            |                                        |                            |                         |                         |
|                            | Esito: collegio confermato a Laburista |                            |                         |                         |

| Partito                    | Partito                                | Candidato                  | Risultati 7 giugno 2001 | Risultati 7 giugno 2001 |
| Partito                    | Partito                                | Candidato                  | Voti                    | %                       |
| -------------------------- | -------------------------------------- | -------------------------- | ----------------------- | ----------------------- |
|                            | Laburista                              | Ann Coffey                 | 20 731                  | 58,59                   |
|                            | Conservatore                           | John Allen                 | 9 162                   | 25,89                   |
|                            | Lib Dem                                | Mark Hunter                | 5 490                   | 15,52                   |
|                            |                                        |                            |                         |                         |
| Iscritti                   | Iscritti                               | Iscritti                   | 66 384                  | 100,00                  |
| ↳ Votanti (% su iscritti)  | ↳ Votanti (% su iscritti)              | ↳ Votanti (% su iscritti)  | 35 383                  | 53,30                   |
| ↳ Astenuti (% su iscritti) | ↳ Astenuti (% su iscritti)             | ↳ Astenuti (% su iscritti) | 31 001                  | 46,70                   |
|                            |                                        |                            |                         |                         |
|                            | Esito: collegio confermato a Laburista |                            |                         |                         |

## Risultati dei referendum

### Referendum sulla permanenza del Regno Unito nell'Unione europea del 2016
|             | Collegio    | Lasciare UE % | Rimanere in UE % |
| ----------- | ----------- | ------------- | ---------------- |
|             | Stockport   | 46,8%         | 53,2%            |
|             | Inghilterra | 53,3%         | 46,7%            |
| Regno Unito | 51,9%       | 48,1%         |                  |